# Tafelhof (Nürnberg)
Tafelhof ist ein Stadtteil der kreisfreien Stadt Nürnberg, der Name der Gemarkung 3471 und Teil des Statistischen Bezirks 03. Die ursprüngliche Ortschaft lag einst südwestlich des Frauentores. Darin erinnert heute nur noch ein Straßenname.

## Lage
Tafelhof liegt südlich der Altstadt im Dreieck zwischen Frauentorgraben im Norden, der Bahnstrecke zwischen Hauptbahnhof und Hauptgüterbahnhof im Südosten und der Steinbühler Straße im Westen. Die Bahnstrecke unterqueren nach Süden die Unterführungen Steinbühler Unterführung, Tafelfeldtunnel und Celtisunterführung. Tafelhof wird umringt von den Stadtteilen St. Lorenz, Marienvorstadt, Glockenhof, Galgenhof, Steinbühl, St. Leonhard und Gostenhof.
Der Stadtteil umfasst folgende Straßen:
- Bahnhofsplatz
- Camerariusstraße
- Dietzstraße
- Eilgutstraße
- Essenweinstraße
- Frauentorgraben
- Karl-Pschigode-Platz
- Kraußstraße
- Lessingstraße
- Richard-Wagner-Platz
- Sandstraße
- Steinbühler Straße
- Stromerstraße
- Tafelhofstraße
- Weidenkellerstraße
- Zeltnerstraße
- Zollhof

## Geschichte
Die erste urkundliche Erwähnung geht auf das Jahr 1445 zurück. Bereits vor dem Bau der Lorenzer Altstadt gab es dort ein Gut, das 1552 niedergebrannt wurde.
Gegen Ende des 18. Jahrhunderts gab es in Tafelhof 27 Anwesen. Das Hochgericht übte die Reichsstadt Nürnberg aus, was vom brandenburg-ansbachischen Oberamt Cadolzburg bestritten wurde. Grundherren waren die Reichsstadt Nürnberg: Landesalmosenamt (1 Wirtshaus, 1 Gut, 1 Garten), St. Peter und Paul Siechkobel (1 Haus), Zinsmeisteramt (1 Wirtshaus, 1 Haus, 1 Garten), Kriegsamt (4 Wachhäuser); Nürnberger Eigenherren: von Ebner (4 Häuser, 2 Gärten), von Fürer (1 Garten), von Grösser (3 Häuser, 1 Garten), von Haller (2 Häuser), Dr. Neu (1 Garten), von Oelhafen (3 Wirtshäuser, 2 Häuser), von Tucher (3 Häuser). 1 Garten war bürgerliches Freieigen.
Von 1797 bis 1808 wurde Tafelhof vom preußischen Justiz- und Kammeramt Gostenhof verwaltet. 1806 kam Tafelhof an das Königreich Bayern. Im Rahmen des Gemeindeedikts wurde Tafelhof dem 1808 gebildeten Steuerdistrikt Steinbühl und der im selben Jahr gegründeten Ruralgemeinde Steinbühl zugeordnet. In der freiwilligen Gerichtsbarkeit unterstanden 4 Anwesen von 1823 bis 1835 dem Patrimonialgericht (PG) Leyh, 2 Anwesen von 1823 bis 1835 dem PG Nemsdorf und 7 Anwesen von 1822 bis 1836 dem PG Weikershof. 1825 wurde Tafelhof nach Nürnberg eingemeindet.
Der Bau der Ludwigseisenbahn, des Staatsbahnhofs und des alten Städtischen Krankenhauses veränderten den Charakter des Dorfs. Die in der Gründerzeit verstärkt einsetzende Wohnbebauung wurde schon um die Jahrhundertwende und vermehrt nach 1945 im Wiederaufbau durch Verwaltungs- und Geschäftsgebäude ersetzt. Die letzten Dorfhäuser in der Tafelhofstraße 19–27 wurden im Zweiten Weltkrieg zerstört.

### Baudenkmäler
- Nürnberg Hauptbahnhof
- Ehemalige Oberpostdirektion (2018 abgerissen)
- Deutscher Hof
- Opernhaus Nürnberg
- Tafelfeldtunnel, Allersberger Unterführung, Karl-Bröger-Tunnel (Tafelhoftunnel), Steinbühler Unterführung
- Verkehrs- und Postmuseum
- Sigmund-Schuckert-Haus
- Ehemals Zollhalle des Hauptzollamtes
- Wohnhäuser

### Einwohnerentwicklung
| Jahr      | 001818 | 001824 | 001840 | 001871 | 001885 |
| Einwohner | 459    | 462    | 574    | 981    | 996    |
| Häuser    | 49     | 26     | 52     |        | 75     |
| Quelle    | [ 9 ]  | [ 7 ]  | [ 10 ] | [ 11 ] | [ 12 ] |

## Einrichtungen
- Agentur für Arbeit
- AOK
- Bundesagentur für Arbeit (Zentrale)
- Bundesbahn-Direktion
- Carlton-Hotel
- Deutsche Rentenversicherung
- Hauptpost
- Hauptbahnhof
- Finanzamt Nürnberg-Süd
- Karl-Bröger-Haus
- Jobcenter und Sozialamt
- Maritim-Hotel
- Opernhaus
- SABEL Schulen Nürnberg
- Firmenmuseum der Deutschen Bahn AG
- Zollamt

## Religion
Der Ort ist seit der Reformation überwiegend protestantisch. Die Einwohner evangelisch-lutherischer Konfession sind in die Christuskirche gepfarrt, die Einwohner römisch-katholischer Konfession sind nach St. Elisabeth gepfarrt.